# ارزش خالص کنونی
ارزش خالص کنونی (NPV یا NPW یا Net present value) تفاوت میان ارزش کنونی جریانات نقدی ورودی و ارزش کنونی جریان نقدی خروجی است. NPV برای بودجه بندی سرمایه مورد استفاده قرار می‌گیرد تا احتمال سرمایه‌گذاری محاسبه‌شده یا پروژه را تحلیل کند.
در علم اقتصاد مهندسی، یکی از روش‌های استاندارد ارزیابی طرح‌های اقتصادی است. در این روش، جریان نقدینگی(درآمدها و هزینه‌ها) بر پایه زمان وقوع(درآمد یا هزینه) به نرخ روز تنزیل می‌شود. به این ترتیب در جریان نقدینگی، ارزش زمان انجام هزینه یا به دست‌آمدن درآمد نیز لحاظ می‌گردد. ارزش خالص کنونی در محاسبات اقتصادی، اقتصاد مهندسی، بودجه کشورها و مباحث اقتصاد خرد و اقتصاد کلان، تجارت و صنعت به‌طور گسترده‌ای به‌کار می‌رود.

## محاسبات
در روش ارزش خالص کنونی، نخست همه هزینه‌ها و درآمدها بسته به اینکه در چه زمانی به وقوع خواهند پیوست، با نرخ بهره مناسبی بنابر رابطه زیر تنزیل می‌شوند.
{\displaystyle {\frac {R_{t}}{(1+i)^{t}}}}
در این رابطه t زمان انجام هزینه یا واقع شدن درآمد، i نرخ بهره(حاصلضرب نرخ سود، نرخ ریسک و نرخ تورم قابل پیش‌بینی) و {\displaystyle R_{t}} مقدار کمی درآمد یا هزینه بر اساس جریان نقدینگی است.
سپس با تفریق هزینه‌های تبدیل شده از درآمدهای تبدیل شده، عدد خالصی به‌دست خواهد آمد که به آن NPV گفته می‌شود. اگر این عدد مثبت باشد، طرح سودآور و قابل قبول بوده و اگر منفی باشد، طرح زیان‌ده و غیرقابل اجرا (از نظر اقتصادی) است.

## نمونه عملی
یکی از اصلی‌ترین کاربردهای ارزش خالص کنونی، مطالعات اقتصاد مهندسی و ارزیابی توجیه فنی و اقتصادی پروژه‌ها است. به عنوان مثال اگر یک کارخانه برای ایجاد خط تولید محصول جدیدی پیش‌بینی کند که در سال نخست نیاز به ۱۰۰ میلیون تومان هزینه سرمایه (جهت راه‌اندازی خط تولید) داشته باشد خط تولید تا پایان سال به بهره‌برداری برسد و طی ۶ سال بعدی، از محل فروش محصول تولیدی درآمدی برابر سالانه ۳۰ میلیون تومان ایجاد شود و همچنین هزینه‌های جاری تولید و عرضه آن محصول(مانند مواد اولیه، آب و برق و گاز، دستمزد، ترابری، بازاریابی، ...) سالانه ۵ میلیون تومان باشد و نرخ بهره سالانه (شامل حاصل‌ضرب نرخ تورم سالانه، نرخ سود و نرخ ریسک) نیز ۱۰٪ منظور شود، نحوه محاسبه ارزش خالص کنونی چنین خواهد بود.
| سال           | جریان نقدینگی                                        | ارزش کنونی        | ارزش کنونی تجمعی  |
| ------------- | ---------------------------------------------------- | ----------------- | ----------------- |
| سال جاری T=۰  | {\displaystyle {\frac {-100,000}{(1+0.10)^{0}}}}     | -۱۰۰ میلیون تومان | -۱۰۰ میلیون تومان |
| سال اول T=۱   | {\displaystyle {\frac {30,000-5,000}{(1+0.10)^{1}}}} | ۲۳ میلیون تومان   | -۷۷ میلیون تومان  |
| سال دوم T=۲   | {\displaystyle {\frac {30,000-5,000}{(1+0.10)^{2}}}} | ۲۱ میلیون تومان   | -۵۶ میلیون تومان  |
| سال سوم T=۳   | {\displaystyle {\frac {30,000-5,000}{(1+0.10)^{3}}}} | ۱۹ میلیون تومان   | -۳۷ میلیون تومان  |
| سال چهارم T=۴ | {\displaystyle {\frac {30,000-5,000}{(1+0.10)^{4}}}} | ۱۷ میلیون تومان   | -۲۰ میلیون تومان  |
| سال پنجم T=۵  | {\displaystyle {\frac {30,000-5,000}{(1+0.10)^{5}}}} | ۱۵ میلیون تومان   | -۵ میلیون تومان   |
| سال ششم T=۶   | {\displaystyle {\frac {30,000-5,000}{(1+0.10)^{6}}}} | ۱۴ میلیون تومان   | +۹ میلیون تومان   |

در جدول فوق آخرین ردیف در آخرین ستون، مقدار ارزش خالص کنونی پروژه‌است و مثبت بودن آن نشان می‌دهد که اجرای پروژه مقرون به صرفه و اقتصادی است.